# 柳屋薬局
柳屋薬局株式会社（やなぎややっきょく）は、徳島県徳島市銀座に本社を置く医薬品・衛生材料を卸す企業であった。
現在メディセオ・パルタックホールディングスグループの一社「よんやく」である。

## 概要
- 会社設立：大正11年
- 本社：〒770-0916 徳島県徳島市銀座5
- 代表取締役社長：山本修二

## 沿革
- 1922年（大正11年） - 徳島県徳島市両国橋南通りに小売業「柳屋盛進堂」設立 。
- 1947年（昭和22年） - 薬局薬店向けの卸業も兼務。
- 1950年（昭和25年）4月 - 資本金50万円で「柳屋薬局株式会社」を設立。
- 1965年（昭和40年）2月 - ビザン薬品に卸部門を譲渡。小売・調剤専門になる。